# Rovokopač
Rovokopač  je samohodni građevinski radni stroj koji se sastoji od pogonskog motora, gusjeničnog podvozja i alata.
Alat je konstruiran kao gusjenica na kojoj su pričvšćeni noževi tj. male lopatice koje odvajaju (stružu) i izbacuju materijal zbog vrtnje gusjenice. Iskop se izvodi kontinuiranim pomicanjem cijelog stroja po zadanoj trasi i rotacijom kopaće gusjenice. Dubina rova tj. kanala regulira se spuštanjem i podizanjem kopaće gusjenice (alata), dok širina rova zavisi od širine kopaće gusjenice i ne može se regulirati.
Rovokopač je usko specijalizirani radni stroj i koristi se isključivo za kopanje kanala a najčešće se koristi za kopanje u tlu III. i IV. kategorije.
Transport rovokopača se obavlja labudicom.